# Omacatl Macula
Omacatl Macula est une zone d'albédo faible sur Titan, satellite naturel de Saturne.

## Caractéristiques
Omacatl Macula est centrée sur 17,6° de latitude nord et 37,2° de longitude ouest, et mesure 225 km dans sa plus grande dimension.

## Observation
Omacatl Macula a été découverte par les images transmises par la sonde Cassini.
Elle a reçu le nom d'Omacatl, dieu de la mythologie aztèque.